# Campana (comune italiano)
Campana è un comune italiano di 1 370 abitanti della provincia di Cosenza in Calabria.

## Caratterizzazione del territorio
Campana è un paese della Presila Cosentina situato a metà tra il mare e la montagna, a circa 600 metri sul livello del mare, con una superficie di 116,68 km². Geograficamente è posto al confine con la provincia di Crotone e confina coni comuni di Bocchigliero e Scala Coeli per la provincia di Cosenza. Il territorio è orograficamente caratterizzato da rilievi che arrivano a 700 m s.l.m. come c.zzo Pennina e Manca di Ponza, Timpone Castelluzzo. Può essere considerato un comune di montagna. Zona climatica D.
L’aspetto geomorfologico del territorio comprende due fasce ben distinte in direzione Ovest ed Est. La prima è costituita dalla fascia pre-silana con terreni collinari e la seconda è costituita da una area montana con pendenze minime e leggere ondulazioni. Dalla carta altimetrica si vede come il territorio sia compreso fra la quota 400 e la quota 1930 m s.l.m. Sull'altopiano vero e proprio sono predominanti aree a dolce acclività che rappresentano l’aspetto peculiare della zona. In corrispondenza delle pendici orientali e occidentali si hanno le acclività maggiori con pendenze dell'ordine del 30% e superiori. Si tratta di aree molto estese con pendici alquanto scoscese che precipitano in veri e propri dirupi. Il cuore del territorio invece, situato, grosso modo, in corrispondenza baricentrica con lieve eccentricità verso occidente, presenta vaste aree con pendenze comprese fra 0 e 5%; 5 e 15%; 15 e 30%.

### Caratteri Idrogeologici
Il territorio presenta una caratterizzazione idrogeologica costituita dal complesso delle rocce ignee e metamorfiche a tessitura massiccia che comprende le rocce metamorfiche a tessitura massiccia rappresentate da gneiss e gneiss occhiadini, gneiss biotitici e scisti biotitici grossolani, gneiss granitoidi e anfiboliti plagioclasiche, nonché da scisti biotitici talora gneissici con vene pegmatitiche. I bacini principali sono quelli del fiume Neto (P=219 km eS=1100 km²) e del torrente Fiumenicà (P=77 km e S=175 km²). Diverse sono le incisioni come il fosso Catachilla, il torrente Laurenzana, fosso Calamacca, torrente Acero, fiume Lese e molti altri.

## Storia

### Età antica
La tradizione popolare identifica l'antica Kalasarna con Campana, un antico insediamento di cui parla Strabone, geografo di età augustea, nella Geografia 6.1.3, sezione in cui parla dell'eroe omerico Filotette; Strabone elenca insediamenti nell'interno senza però riferirsi a Filottete. D'altra parte non si hanno riscontri archeologici della tarda età del bronzo, epoca in cui è ambientata la saga omerica.
I rinvenimenti archeologici, di natura occasionale, infatti attestano una frequentazione del centro solo a partire dall'età ellenistica lungo il tracciato di percorsi che portano verso le zone le marine e verso gli insediamenti esistenti. Su queste traiettorie, sono stati rinvenuti alcuni utensili bronzei, oltre a frammenti ceramici e fittili di epoca ellenistica (località Ronza Vecchia); una tomba di epoca romana, il cui corredo si trova nel Museo di Crotone, in contrada Pignataro; vasi di bella fattura di fabbrica italiota, alcuni dei quali a pittura con figure rosse, in località Caprella; cocci e vario materiale frantumato della stessa epoca è stato raccolto in località Cozzo del Leone nel corso dei lavori di costruzione della strada Caprella-Gammicella nel 1974. A queste testimonianze vanno ad aggiungersi i resti di strutture murarie a secco e frammenti ceramici di uso comune in località Cozzo del morto, che qualcuno ha identificato con una possibile stazione di transumanza di epoca brettia; ancora frammenti di "pithos" e tegole pertinenti ad una piccola fattoria di età ellenistica in località Manca di Mattia ed una tomba a tegole di epoca romana in località S. Marina. Nel 1934 un vasetto fittile grezzo contenente 78 monete è stato rinvenuto dal sig. Costantino ("Ricchinu") in località Torracca. Il ripostiglio delle monete, datate tra il 350 e il 217 a. C., attesta nel territorio di Campana una forte frequentazione durante il periodo ellenistico.

### Medioevo
La prima infeudazione di Campana avvenne intorno al XI secolo con la dominazione Normanna; Il documento più antico in cui ricorre per la prima volta il nome Campana è il diploma del 1269 della Provisio pro decimis baiulonis Rossani, sancti Mauri, Petrepaule et Campane, confermata da re Carlo I d'Angiò all'arcivescovo Angelo di Rossano. E sempre il re angioino, con diploma del 1271, concesse la Terra Campanae a Guglielmo Ernardo di Bayrano a seguito della morte di Viviano de Clarence, primo feudatario di cui si conosce il nome.  Dopo poco viene concessa a Guglielmo Brunello, Vice maresciallo del Regno di Napoli.
Nel 1282-83 la Terra di Campana è infeudata a tale Malgerio, dopo di che non si conoscono altri feudatari per il sec. XIII.
Nel 1369 il feudo di Campana appartiene a Cicco de Malito di Reggio, il quale proprio in quell'anno, il 23 marzo, si vede bloccare i suoi beni per non aver fatto la consegna della Terra di Campana al conte di Altomonte, Filippo Sangineto cognato di Roberto Sanseverino.
Alla morte del Sangineto il feudo di Campana, unitamente alla Contea di Montalto e di altre terre, tra cui Cariati, passò a Giovanna Sanseverino e al marito Carlo Ruffo. Seguirono Polissena e poi con la sorella Covella Ruffo, duchessa di Sessa, moglie di Marino Marzano principe di Rossano. Dopo una breve parentesi con il Regio Demanio, alla fine del secolo si avvicendarono sul Feudo, in ordine di tempo, Geronimo, del casato dei Riario e Geronimo Sanseverino e poi i Coppola.

### Età moderna
Col Cinquecento inizia per Campana una nuova storia feudale caratterizzata da maggiore stabilità ed organicità. A partire dal 1505, infatti, restando nell'alveo dello Stato di Cariati, il feudo è concesso alla famiglia Spinelli che, succeduta a Goffredo Borgia d'Aragona, lo manterrà fino al 1678; la famiglia Spinelli a Campana possedeva un palazzo, ubicato probabilmente nella zona bassa del rione Terra, oggi distrutto. In questi anni ci fu un forte incremento demografico. Al flusso demografico, comunque in continua crescita, non poteva non accompagnarsi uno sviluppo urbanistico, che portò le dimore abitative anche fuori della cinta muraria oltre la Porta del Ponte.
Si ha notizia che proprio in quegli anni sorse, nei pressi del paese, il villaggio detto "la Croce". Come pure, tra il XVI-XVII secolo cominciano a prendere consistenza i rioni Casalicchio e Castello, più consoni e comodi per i campagnoli che si ritiravano a casa dopo il tramonto e quindi rischiavano di trovare la Porta del Ponte chiusa. Il crescere degli abitanti e le nuove esigenze lavorative avviarono quello sviluppo urbanistico, che oggi costituisce anche con i rioni più recenti di S. Antonio, Argutulo, S. Leonardo, Picariello e tutti gli altri la realtà nuova e moderna di Campana.
Campana segue le vicende feudali dello Stato di Cariati fino al 1678, anno in cui Carlo Spinelli fu costretto a venderla, per debiti di gioco, al barone Labonia di Rossano insieme a Bocchigliero. Nel 1694 il Feudo di Campana fu comperato da Bartolo Sambiase, patrizio cosentino, figlio di Giuseppe Ruggero e della duchessa Vittoria Mandatoriccio, figlia di Teodoro, duca di Crosia. Nel 1696 Bartolo Mario Sambiase ottenne da Carlo II di Borbone il titolo di Principe di Campana, conservandone e tramandandone il possesso nello stesso casato fino al 1806, anno in cui per via delle leggi eversive promulgate da Giuseppe Bonaparte fu abolita la feudalità.
Nel corso del XVII secolo si nota un forte calo nel numero dei fuochi presenti a Campana, dovuto a vari motivi, tra cui ricorrenti traversie che non solo danneggiarono il territorio, ma provocarono anche il naturale spopolamento; inoltre, nella prima metà del Seicento, ben tre furono i terremoti (1638, 1648 e 1659), oltre alle epidemie di varia natura.

### Età contemporanea
Nel 1811, durante il decennio francese, Campana fu elevata a Capoluogo di Circondario con l'istituzione del Giustiziato di Pace poi detto Pretura. Il terremoto del 25 aprile 1836 non fece vittime, ma nella zona bassa del rione Terra vi furono notevoli danni ad abitazioni, molte delle quali crollarono avviando di fatto il progressivo disfacimento dell'abitato a ridosso della Porta Trinità e del versante dell'Azzolino. Nel settembre del 1905 un forte terremoto sconvolse tutta l'area silana; a Campana vi furono numerosi danni e diverse case del rione Terra crollarono
Negli anni della seconda guerra mondiale, tra il 1940 e il 1943, Campana fu uno dei 14 comuni della Calabria designati dalle autorità fasciste ad accogliere profughi ebrei in internamento libero. Vi fu confinata una famiglia di profughi ebrei polacchi, i Merzer (padre, madre e una bambina). Durante il periodo di soggiorno coatto la coppia dette alla luce un'altra bambina, il 15 febbraio 1942. La famiglia fu liberata con l'arrivo dell'esercito alleato nel settembre 1943 e già nel luglio 1944 poté emigrare negli Stati Uniti.

## Monumenti e luoghi d'interesse
Nel centro del paese vi è un gruppo scultoreo dedicato ad Aldo Moro e alle vittime della strage di via Fani, opera dello scultore Cesare Baccelli.
Poco distante dal caseggiato del paese è presente il complesso dell'Incavallicata tra cui desta particolare interesse il megalite Elefante di pietra della Sila. Il sito è conosciuto anche come "gli elefanti di Campana".

## Feste locali[13]
1ª settimana di giugno: “Fiera della Ronza”, storico e tradizionale mercato del bestiame ed altro.
12 e 13 giugno: “Festa di S. Antonio”
3 e 4 agosto: “San Domenico di Guzman” festa patronale, e festa della “Madonna di Costantinopoli”
7 e 8 settembre: “Festa della Madonna delle Grazie” con la processione dei Misteri
Ottobre: “Fiera del Rosario”

## Società

### Evoluzione demografica

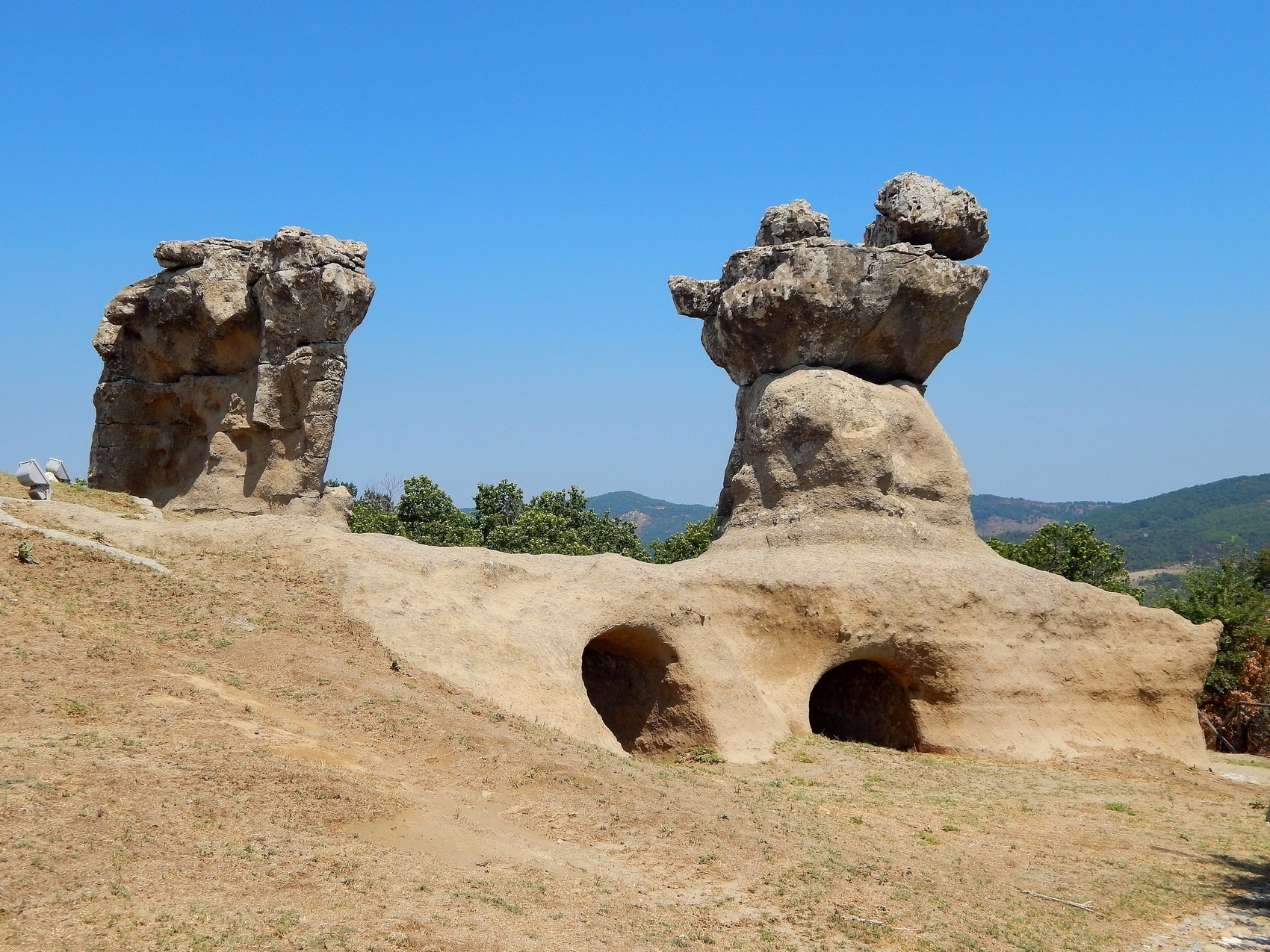
L'Elefante di Campana

Abitanti censiti